# Swansonites aequa
Swansonites aequa är en kräftdjursart som först beskrevs av Swanson 1979.  Swansonites aequa ingår i släktet Swansonites och familjen Pectocytheridae. Inga underarter finns listade i Catalogue of Life.